# College 11 (álbum)
College 11 é o álbum de estréia da banda brasileira College 11, lançado em 17 de julho de 2012 pela Walt Disney Records.

## Antecedentes
Os integrantes Mayra Arduini e Bruno Martini se conheceram após uma disputa de bandas, onde ela foi a vencedora. Eles se reuniram para conversar e acabaram compondo quatro canções juntos. Após gravarem um cd demo, o pai de Martini entregou-o para um produtor americano que trabalhou com o Justin Bieber e Britney Spears e logo em seguida deu resposta que a banda tinha o estilo da Disney, assinando um contrato com a empresa.

## Faixas
| N.º            | Título                                | Compositor(es)                                                                      | Produtor(es)                                                      | Duração |  |
| 1.             | "Till the Morning Light"              | Mayra Arduini, Bruno Martini, Fabianno Almeida                                      | Gino Martini, Silvio Richetto, Bruno Martini, Fabianno Almeida[A] | 3:42    |  |
| 2.             | "The Bet" (com Bryan Gentry)          | Bryan Gentry, Edu Camargo, Mayra Arduini, Bruno Martini                             | Gino Martini, Silvio Richetto, Bruno Martini                      | 4:12    |  |
| 3.             | "It's Only Love"                      | Edu Camargo, Mayra Arduini, Bruno Martini                                           | Silvio Richetto, Bruno Martini, Gino Martini                      | 3:50    |  |
| 4.             | "Go!"                                 | Cassioplay, Edu Camargo, Mayra Arduini, Bruno Martini, Gino Martini                 | Silvio Richetto, Bruno Martini, Gino Martini                      | 3:05    |  |
| 5.             | "Diamond Eyes"                        | Mayra Arduini, Bruno Martini, Cassioplay, Gino Martini                              | Bruno Martini, Cassioplay, Gino Martini                           | 3:37    |  |
| 6.             | "When Love Comes Around"              | Edu Camargo, Mayra Arduini, Bruno Martini, Gino Martini                             | Silvio Richetto, Bruno Martini, Gino Martini                      | 3:08    |  |
| 7.             | "Skirts and Ties"                     | Mayra Arduini, Bruno Martini                                                        | Gino Martini, Silvio Richetto, Bruno Martini                      | 3:06    |  |
| 8.             | "Fairy Tale"                          | Mayra Arduini, Bruno Martini, Gino Martini                                          | Silvio Richetto, Bruno Martini, Gino Martini                      | 3:43    |  |
| 9.             | "Say Yeah" (com Bing Man & Zulu Mike) | Cassioplay, Mayra Arduini, WhiteHouse,[A] Zulu Mike, Bruno Martini, Silvio Richetto | Gino Martini, Bruno Martini, Silvio Richetto                      | 3:09    |  |
| 10.            | "Yes, I Do"                           | Edu Camargo, Mayra Arduini, Bruno Martini, Gino Martini                             | Silvio Richetto                                                   | 3:14    |  |
| 11.            | "Censored"                            | Edu Camargo, Mayra Arduini, Bruno Martini, Gino Martini                             | Silvio Richetto, Bruno Martini, Gino Martini                      | 3:13    |  |
| 12.            | "Back to Wonderland"                  | Andre Calore, Bruno Martini, William Naraine                                        | Gino Martini, Silvio Richetto, Bruno Martini, William Naraine     | 3:12    |  |
| Duração total: | Duração total:                        | Duração total:                                                                      | Duração total:                                                    | 39:51   |  |

Notas
A  - denota produtores adicionais

## Histórico de lançamento
| País        | Data                | Formato          | Gravadora           |
| ----------- | ------------------- | ---------------- | ------------------- |
| Argentina   | 17 de julho de 2012 | Download digital | Walt Disney Records |
| Bolívia     | 17 de julho de 2012 | Download digital | Walt Disney Records |
| Brasil      | 17 de julho de 2012 | Download digital | Walt Disney Records |
| Chile       | 17 de julho de 2012 | Download digital | Walt Disney Records |
| Colômbia    | 17 de julho de 2012 | Download digital | Walt Disney Records |
| El Salvador | 17 de julho de 2012 | Download digital | Walt Disney Records |
| Guatemala   | 17 de julho de 2012 | Download digital | Walt Disney Records |
| México      | 17 de julho de 2012 | Download digital | Walt Disney Records |
| Panamá      | 17 de julho de 2012 | Download digital | Walt Disney Records |
| Paraguai    | 17 de julho de 2012 | Download digital | Walt Disney Records |
| Peru        | 17 de julho de 2012 | Download digital | Walt Disney Records |
| Uruguai     | 17 de julho de 2012 | Download digital | Walt Disney Records |
| Venezuela   | 17 de julho de 2012 | Download digital | Walt Disney Records |
| Brasil      | 25 de julho de 2012 | CD               | Walt Disney Records |